# RNA-Sequenzierung
Als RNA-Sequenzierung wird die Bestimmung der Nukleotidabfolge der RNA bezeichnet. Hierfür wird die RNA in cDNA übersetzt, damit die Methode der DNA-Sequenzierung angewendet werden kann. RNA-Seq enthüllt Informationen zur Genexpression, wie zum Beispiel unterschiedliche Allele eines Gens exprimiert sind. Im Falle von RNA-Seq auch das Erkennen von posttranskriptionalen Modifikationen oder Identifizierung von Fusions-Genen.

## Überblick
Nach einer RNA-Reinigung können verschiedene Methoden verwendet werden. Grundsätzlich kann man die Technologien zur Erforschung der Genexpression in hybridisierungsbasierende Methoden und sequenzbasierte Methoden einteilen. Hybridisierungsbasierende Methoden, wie z. B. Microarrays sind relativ billig, jedoch haben diese Methoden einige Einschränkungen, wie zum Beispiel hohes Hintergrundrauschen und eine geringere Auflösung (engl. dynamic range). Sequenzbasierte Methoden wie die Sanger-Sequenzierung sind sehr zeitaufwändig und teuer, wurden aber weiterentwickelt zu SAGE und RT-PCR.
RNA-Seq ist eine moderne sequenzbasierte Methode und basiert auf Sequenzierung der nächsten Generation (engl. next-generation sequencing). RNA-Seq hat klare Vorteile gegenüber den anderen Methoden. RNA-Seq hilft dabei, komplexe Transkriptome zu erforschen und gibt Aufschluss, welche Exons in der messenger-RNA zusammenfinden. Geringes Hintergrundrauschen, höhere Auflösung und hohe Reproduktionsraten in technischen als auch biologischen Replikaten sind klare Vorteile von RNA-Seq. Jedoch sind „Next-Generation-Sequencing“-Techniken vergleichsweise teuer.

## Biologischer Hintergrund
Die Zelle verwendet nur einen Teil ihrer Gene. Darunter fallen die Haushaltsgene und die Gene der spezialisierten Zelle. Zum Beispiel haben Muskelzellen mechanische Eigenschaften und Blutzellen können Sauerstoff transportieren. Alle Zellen haben identische Gene, unterscheiden sich aber in ihrer Genexpression. Genexpression ist die Synthese von Proteinen aus der DNA. Die Genexpressionsanalyse oder auch Transkriptom-Analyse misst, welche Gene ein- oder ausgeschaltet sind. Wenn ein Gen angeschaltet ist, dann werden Teile des Gens in die mRNA übergeführt. Methoden der Genexpressionsanalyse, wie die des RNA-Seq, misst die Konzentration der mRNA in verschiedenen experimentellen Bedingungen (z. B. mit/ohne Medikamente). Die Genexpressionsanalyse folgt also der Frage, wie sich die mRNA-Konzentration durch Medikamente, in unterschiedlichen Entwicklungsstadien der Zelle, im gesunden oder erkrankten Zustand verhält.
Mit der RNA-Sequenz kann man den Mechanismus des alternativen Spleißens sowie Fusionsgene besser verstehen. Alternatives Spleißen ist der Prozess, bei dem die pre-RNA in verschiedene mRNAs und somit auch in verschiedene Proteine umgewandelt wird. Fusionsgene sind Hybridgene aus zwei vorher getrennten Genen, vereint in einem Gen. Fusionsgene entstehen durch Translokation, interstitielle Deletion oder durch chromosomale Inversion.